# 茲杜內
茲杜內是波蘭的城鎮，位於該國中部，距離大波蘭地區奧斯特魯夫約29公里，由大波蘭省負責管轄，面積6.12平方公里，最高點海拔高度158米，2006年人口4,498。

## 外部連結
- Official town webpage （页面存档备份，存于）